# Conway Recording Studios
Conway Recording Studios är en inspelningsstudio i Hollywood, Kalifornien. I studion har en mängd olika producenter, ljudtekniker och artister arbetat, såsom Alicia Keys, Barbra Streisand, Black Eyed Peas, Blink-182, Britney Spears, Carlos Santana, Christina Aguilera, Dave Matthews Band, Dido Armstrong, Foo Fighters, Green Day, Guns N' Roses, Katy Perry, Kent, Kiss, Korn, Lady Gaga, Mariah Carey, Marilyn Manson, Metallica, Michael Jackson, Miley Cyrus, No Doubt, Phil Collins, Pink, Prince, Ray Charles, Red Hot Chili Peppers, Seal, Stevie Wonder, U2 och Whitney Houston.